# Massimo Guglielmi (canottiere)
Massimo Guglielmi (Civitavecchia, 10 gennaio 1970) è un ex canottiere italiano.

## Biografia
Canottiere delle Fiamme Oro della Polizia di Stato, ha conquistato quattro volte il titolo di campione del mondo nel quattro di coppia, categoria pesi leggeri, nel 1990, 1992 (record mondiale che durò per altri 22 anni), 1996 e 1997.
Sempre per la categoria pesi leggeri, ai campionati del mondo ha ottenuto anche una medaglia d'argento nel 1994 (quattro di coppia) e tre di bronzo (1995, quattro di coppia; 1998, otto; 2001, due senza).
Nel quattro di coppia pesi leggeri, ha vinto per tre anni consecutivi gli Internazionali di Lucerna (1989, 1990 e 1991).
In coppa Europa, nel 1989 ha conquistato la medaglia d'oro nel quattro senza pesi leggeri.
Nel 1999 ha conquistato la medaglia d'oro ai Giochi Mondiali Militari nel doppio pesi leggeri 
Ha conquistato 13 titoli italiani.
Ha ricevuto tre medaglie d'oro al valore atletico dal CONI negli anni 1992, 1996 e 1997.
Nel 2011 si laurea con lode in Scienze Motorie presso l'Università degli Studi di Roma del Foro Italico di Roma e intraprende l'attività di allenatore.